# قادرآباد (بخش مرکزی میرجاوه)
قادرآباد یک روستا در ایران است که در استان سیستان و بلوچستان واقع شده‌است. قادرآباد ۴۶ نفر جمعیت دارد.